# Скоблянка (блюдо)
Скоблянка — блюдо русской кухни из картофеля, грибов и мяса (реже из рыбы). Отличается оригинальным способом нарезки мяса: замороженный кусок мяса скоблят ножом, получая тоненькие кусочки, отсюда и название блюда. Этим напоминает строганину, однако после нарезки мясо обжаривается на сковороде. Может быть использован как один вид мяса, так и несколько.
Грибы и картофель готовят отдельно, затем соединяют с мясом, тушат или запекают до готовности.
Перед тушением, в конце приготовления, блюдо нередко поливают сметаной или сливками и горчицей. Могут быть использованы и другие овощи, по сезону. Перед подачей посыпается зеленью.